# Värmeväxlare på fartyg

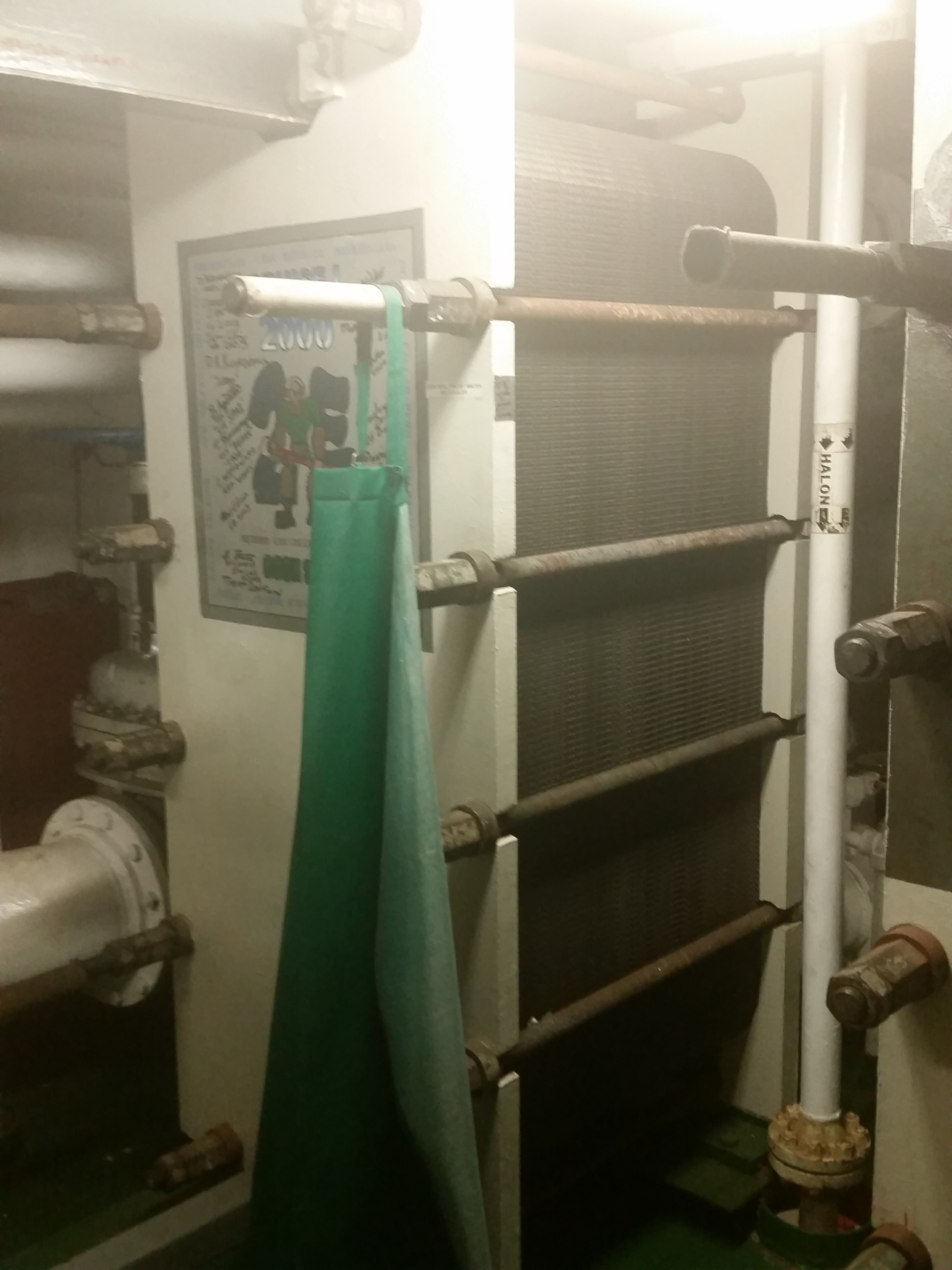
Plattvärmeväxlare

Marina värmeväxlare är inte annorlunda än icke-marina värmeväxlare förutom det enkla faktum att de finns ombord på fartyg. Värmeväxlare kan användas för en mängd olika tillämpningar. Som namnet antyder kan de användas för såväl uppvärmning som kylning. De två primära typerna av värmeväxlare som används ombord på fartyg är plattvärmeväxlare, respektive skal- och rörvärmeväxlare. Underhåll av värmeväxlare förhindrar nedsmutsning och galvanisk korrosion från olika metaller.

## Typer
Även om det finns många fler typer av värmeväxlare som används på land, är platt- respektive tubvärmeväxlare den vanligaste typerna av värmeväxlare ombord på oceangående fartyg.

### Plattvärmeväxlare
Marina värmeväxlare av platt-typ är utformade med uppsättningar av flera parallella plattor som pressas samman för att bilda huvudkylarenheten. Denna typ tar upp litet utrymme i jämförelse med andra typer av värmeväxlare. Plattorna är utformade på ett sådant sätt att när de placeras bredvid varandra skapar de passager till vätskan för att strömma mellan plattorna. Packningar placeras runt kanten på varje platta för att förhindra blandning av de två vätskorna. På grund av temperatur- och tryckbegränsningarna för gummit som används för att tillverka packningarna används plattvärmeväxlare för lågtrycks- och lågtemperatursapplikationer, under 20 bar och 150 grader Celsius.

### Tubvärmeväxlare
Tubvärmeväxlare består av ett rörknippe som placeras inuti det större skalet. På grund av denna konstruktion kräver dessa växlare dubbelt så stort utrymme som plattvärmeväxlare för att kunna utföra underhåll. Beroende på mängden kylning som behövs, kan tubvärmeväxlare byggas i enkel- eller dubbel pass konfiguration. Antalet passager avser antalet gånger vätskan i skalet passerar förbi vätskan i rören. Detta uppnås genom att placera skärmplåtar (bafflar) i skalet som gör att vätskan kan riktas.

## Användningar
Värmeväxlare ombord på fartyg används i många system. System som använder värmeväxlare inkluderar smörjolja, mantelvatten, ångsystem och huvudhavsvatten. Systemen är ofta sammankopplade med värmeväxlare för att ta bort värme som genereras från löpande utrustning från maskinrummet.

### Motorolja
Värme som genereras på grund av friktion förs bort från motorn i motoroljan. Motoroljan strömmar genom en värmeväxlare, där värmen leds till en central kylslinga i motorrummet, innan värmen förs vidare till havet.

### Mantelvatten
Värme som genereras från en motors cylindrar överförs till ett mantelvattenkylsystem genom cylinderväggen. Förutom att kyla cylinderväggarna, finns ofta mantelvatten som en isolator mellan avgasröret och maskinrummet. Mantelvatten-kylningssystem kan kylas av en central kylvattenslinga eller direkt av havsvatten.

### Ånga
Till skillnad från de flesta system med värmeväxlare används ånga för att värma andra system. Detta är vanligast när ett fartyg lämnas vid kaj under en längre tid. Ångsystemet kommer att användas för att förhindra kondens och rost av viktiga maskinrumskomponenter. Dessa värmeväxlare är oftast tubvärmeväxlare på grund av de höga temperaturer och tryck som ofta används i ångsystem.

### Havsvatten
Sjövattenkylning är ofta det sista kylsteget ombord på ett fartyg. Dessa kylare är ofta de största på fartyget för att säkerställa maximal värmeöverföring till havsvattnet. Havsvattnet släpps sedan ut överbord efter att ha passerat genom kylarna.

## Nedsmutsning
Underhåll av marina värmeväxlare är viktigt för att säkerställa att de små passagerna i båda typerna av kylare inte blir nedsmutsade. Beroende på system kan olika typer av nedsmutsning förekomma. I oljebaserade system kan en otillräcklig mängd kylmedium eller ineffektivt flöde av olja genom värmaren göra att värmaren blir nedsmutsad. Sjövattenkylare kan ofta bli nedsmutsade på grund av det marina livet som finns i vattnet eller på grund av galvanisk korrosion om inte korrekta säkerhetsåtgärder vidtas för att förhindra sådana händelser.

## Underhåll
Regelbundet underhåll av värmeväxlare är viktigt för att behålla värmeväxlarens maximala effektivitet. Offeranoder är nödvändiga i kylsystem för att förhindra galvanisk korrosion. Anoder är ofta gjorda av zink och byts ut när de når femtio procents slitage. Tubvärmeväxlare kräver att rören tätas vid upptäckt av en läcka. Detta förhindrar att de två vätskorna blandas inuti värmeväxlaren. För att kunna utföra regelbundet underhåll på en värmeväxlare av platt-typ separeras plattstapeln och plattorna rengörs för att förbättra värmeöverföringen.